# حارة الرحيب (صنعاء)
حارة الرحيب هي إحدى حارات حي السواد بضواحي الأمانة مديرية سنحان وبني بهلول، بلغ تعداد سكانها 262 نسمة حسب تعداد اليمن لعام 2004.